# PubSCIENCE
PubSCIENCE war eine von Oktober 1999 bis November 2002 verfügbare Literaturdatenbank, die über das World Wide Web mit entsprechenden Suchfunktionen den freien Zugang zu den Abstracts wissenschaftlicher Fachartikel im Bereich der physikalischen Wissenschaften, daran angrenzenden Disziplinen wie der Chemie und den Materialwissenschaften sowie Teilbereichen der Ingenieurwissenschaften bereitstellte. Die angebotenen Funktionen und die Gestaltung der Benutzeroberfläche orientierten sich dabei an PubMed, einer bereits bestehenden Datenbank für wissenschaftliche Publikationen in den biomedizinischen und verwandten Wissenschaftsdisziplinen. Ähnlich wie bei PubMed war das Lesen der Abstracts und der Angaben zu den Autoren sowie zu Jahr, Nummer und Seitenzahlen der entsprechenden Veröffentlichung kostenlos möglich. Ein in der Regel kostenpflichtiger Zugang zum Volltext erfolgte über Hyperlinks zu den Artikeln auf den Websites der jeweiligen Herausgeber.

## Geschichte
Das Projekt entstand im November 1999 auf Initiative der Abteilung für wissenschaftliche und technische Information (Office of Scientific and Technical Information, OSTI) innerhalb des US-amerikanischen Energieministeriums (U.S. Department of Energy, DOE). Auch der Betrieb und die Finanzierung erfolgten durch diese Behörde. In PubSCIENCE waren nach Angaben des Betreibers rund 1,3 Millionen Veröffentlichungen aus etwa 1.200 Zeitschriften von 34 Anbietern referenziert, darunter sowohl wissenschaftliche Fachgesellschaften als auch private Verleger sowie einige Universitätsverlage. 
In der Folgezeit kamen hinsichtlich des kostenfreien Zugangs vergleichbare Angebote auch von privaten Anbietern wie Scirus und Infotrieve auf den Markt. Eine Untersuchung durch das OSTI im Jahr 2002 ergab anhand der Zeitschriftenlisten und der Suchergebnisse eine Überschneidung von rund 90 Prozent im Angebot von PubSCIENCE mit diesen Datenbanken. Nach Ansicht von OSTI-Direktor Walter Warnick war es aufgrund dessen schwierig, eine Weiterfinanzierung des Projekts durch staatliche Mittel und damit den Weiterbetrieb zu begründen.
Im August 2002 kündigte das OSTI auf der PubSCIENCE-Website die geplante Einstellung des Projektes an. Der Betreiber erhielt daraufhin etwa 250 Stellungnahmen. Rund 240 davon, unter anderem von der American Library Association und der Association of Research Libraries, von Bibliothekaren und anderen institutionellen und individuellen Nutzern der Datenbank, sprachen sich gegen ein Ende von PubSCIENCE aus, während sieben Stellungnahmen den Vorschlag positiv kommentierten. Am 4. November 2002 und damit rund drei Jahre nach seiner Gründung wurde PubSCIENCE eingestellt.
Seit Juni 2007 ist WorldWideScience, ein Open-Access-Wissenschaftsportal der British Library, des US-Energieministeriums und weiterer acht Länder, im Internet verfügbar, das hinsichtlich seines Angebots und der Funktionen teilweise als Nachfolger von PubSCIENCE angesehen werden kann.

## Kritik und Probleme
Seit der Entstehung von PubSCIENCE wurde das Projekt von kommerziellen Datenbankanbietern sowie einigen privaten Verlagshäusern kritisiert, da sie es als unangemessene und unfaire Konkurrenz und als Beeinträchtigung ihres eigenen Geschäftsmodells durch eine staatliche Institution ansahen. In einer Stellungnahme im Rahmen einer Anhörung vor dem Senatskomitee für Regierungsangelegenheiten (Senate Committee on Governmental Affairs) zum E-Government Act von 2001 erklärte die Industrievereinigung Software & Information Industry Association am 11. Juli 2001 unter anderem:
“... The Department of Energy’s PubSCIENCE presents an ongoing example of the inappropriate role of government in providing access to non-government information. ...”
“... (Das Projekt) PubSCIENCE des Energieministeriums stellt ein aktuelles Beispiel für die unangemessene Beteiligung der Regierung an der Bereitstellung des Zugangs zu nichtstaatlichen Informationen dar. ...”
PubSCIENCE hatte darüber hinaus auch Probleme hinsichtlich der Qualität und der Akzeptanz. Die finanzielle Ausstattung in Höhe von etwa 500.000 US-Dollar pro Jahr war unzureichend, des Weiteren war eine Reihe von Verlagen nicht zu einer unterstützenden Zusammenarbeit bereit. In der Folge wurden die Einträge, die meist direkt von den Websites der Verleger entnommen wurden, kaum redaktionell aufbereitet oder mit Metadaten und anderen Zusatzinformationen versehen. 
Die Folgen waren Probleme mit der Suchfunktion, inhaltlich unvollständige Einträge, eine uneinheitliche Darstellung und Formatierung der Einträge, ein im Vergleich zu anderen Literaturdatenbanken hoher Anteil von redundanten Mehrfacheinträgen sowie nicht funktionierende interne Verknüpfungen und Links zu externen Websites. Von Kritikern wurde beispielsweise geschätzt, dass die tatsächliche Anzahl an referenzierten Artikeln nach Abzug von mehrfach vorhandenen Einträgen statt 1,3 Millionen nur etwa zwischen 900.000 und einer Million betrug. Auch die Auswahl der Zeitschriften wurde kritisiert. Wichtige und bekannte Zeitschriften fehlten teilweise, während stark spezialisierte, aber unbekannte Zeitschriften aufgenommen wurden.